# Laura Izibor
Laura Elizabeth Arabosa Izibor (née le 13 mai 1987 à Dublin, en Irlande) est une chanteuse irlandaise mélangeant soul, Pop et RnB. Elle a gagné le "RTÉ 2fm song contest" pendant qu'elle était au lycée. Elle a remporté un prix au Meteor Music Awards en 2006. Elle a aussi donné des représentations à l'Electric Picnic Music Festival en 2007. Laura a fait la première d'Aretha Franklin, India Arie, Estelle, Maxwell et John Legend pour ne citer qu'eux.
Son premier album, Let the Truth Be Told, est lancé en Irlande le vendredi 8 mai 2009, au Royaume-Uni, le mardi 18 mai, et aux États-Unis, le 16 juin.
Laura Izibor a aussi fait ses débuts d'actrice dans la série télévisée américaine Les Frères Scott, dans laquelle elle interprète le rôle d'une jeune chanteuse, Erin Macree.

## 1987-2003: Jeunesse et débuts de carrière
Laura Elizabeth Arabosa Izibor est née le 13 mai 1987 à Dublin, en Irlande. Elle est la quatrième d'une famille de cinq enfants nés d'une mère irlandaise, Trish, et d'un père nigérian, Saul. Les parents de Laura se sont séparés quand elle était âgée seulement de 7 ans et a été élevée par sa mère.
En tant qu'enfant, Laura a été victime de discrimination raciale. Elle se souvient avoir été "paranoïaque au sujet d'un enseignant en particulier, dont je pense qu'il était raciste" ainsi que "quelques enfants qui faisaient des commentaires stupides ici et là".
Après avoir chanté When You Believe, un duo de Mariah Carey et Whitney Houston, dans sa classe de théâtre, elle a découvert son intérêt pour la musique; elle commença à écrire des chansons à l'âge de 13 ans et appris à jouer elle-même du piano à 14 ans. À 15 ans, le service public de radiodiffusion Raidió Teilifís Eireann (RTE) fit organiser un concours de chant par la station RTÉ2fm, que Laura remporta. Sa chanson intitulée Compatible passa régulièrement à l'antenne après avoir remporté la compétition. RTE a également filmé un documentaire sur Laura après qu'elle eut remporté la compétition.

## 2004–aujourd'hui: Let the Truth Be Told
À 17 ans Laura signa chez Jive Records et abandonna les cours pour enregistrer son premier album. Après une altercation avec son label, elle signa avec Atlantic Records and déménagea par la suite à New York après qu'a été offert à son mentor, Steve Lunt, un job dans le label. Elle a gagné un prix au Meteor Music Award 2006 et est devenue la première artiste ayant enregistré et non-signée à recevoir une nomination. Le premier album de Laura, Let the Truth Be Told, est sorti en mai 2009. L'album fit son entrée en numéro deux au Chart Albums Irlandais

## Influences
Elle a pour influences musicales Otis Redding, Stevie Wonder, Curtis Mayfield, Donny Hathaway. Laura cite James Brown, Aretha Franklin et Carole King comme ses inspirations. Elle a décrit Phil Lynott comme son idole, tout en nommant Roberta Flack, Nina Simone, Candi Staton et Thin Lizzy son "héros musical".
Musicalement Laura a été comparé à des artistes Aretha Franklin, Corinne Bailey Rae et Alicia Keys. Son écriture est comparée à celle de Carole King et Joan Armatrading Frehsée Nicole du magazine Rolling Stone décrit le premier album de Laura Izibor Let The Truth Be Told, comme "ensoleillée, chick-flick-digne de prendre sur l'âme vintage" 'Blues & Soul ». L'écrivain Pete Lewis de UK R & B décrit l'album comme "profondément ancrée dans R & B classique et efficace combinant un grand respect pour les traditions, l'âme du piano à moteur chaud avec une nouvelle tournure de la sensibilité moderne ". Alors que Pete Daniel Smith de Sunday Mercury décrit l'album comme un «  éblouissante et débuts de R&B ", notant « une âme remarquable vocalement qui vous envoient des frissons dans le dos ».

## Discographie

### Studio albums
| Année | Album                                   | Classement des ventes | Classement des ventes | Classement des ventes | Classement des ventes | Certifications (sales thresholds) |
| Année | Album                                   | IRE                   | FRA                   | NLD                   | U.S.                  | Certifications (sales thresholds) |
| ----- | --------------------------------------- | --------------------- | --------------------- | --------------------- | --------------------- | --------------------------------- |
| 2009  | Let the Truth Be Told - Label: Atlantic | 2                     | 60                    | 64                    | 27                    |                                   |

### Singles
- 2008 : "From My Heart to Yours"  #26 US R&B  #7 US Urban AC
- 2009 : "Shine" - Sortie le 27 février comme digital sur iTunes Store. #2 JP
- 2009 : "Don't Stay" - Sortie en mai 2009[2]
- 2009 : "If Tonight is My Last" [3]

#### Bande sons
- 2008 : "Carousel" (du film P.S. I Love You)
- 2008 : "Mmm..." (du film Sexy Dance 2)
- 2008 : "Shine" (du film Le Journal d'une baby-sitter)
- 2010 : "Can't be love" (Les Frères Scott)
- 2010 : "What More Can They Do" (de Les Couleurs du destin)

## Prix et nominations
(aucune)

## Filmographie

### Télévision
- 2010 : Les Frères Scott : Erin Macree (5 épisodes)
- 2010 : Bones : The Parts in the Sum of the Whole : Gemma Arrington

## Films et télévision
- Sa chanson From My Heart to Yours a été mise en vedette dans un épisode de Grey's Anatomy et une série de VH1, Tough Love.
- Son single Shine a été la chanson-vedette du film Le Journal d'une baby-sitter. La première semaine le CD a été classé numéro 27 au Top Albums 200 au Billboard.
- Sa chanson Mmm... est entendue dans le film Sexy Dance 2, Pourquoi je me suis marié ? et Sept vies (Seven Pounds) mettant en scène Will Smith.
- Sa chanson Carousel apparaît dans la bande-son du film P.S. I Love You.
- Sa chanson Shine est diffusée dans la série Ghost Whisperer appelée Cursed qui est passée à l'antenne en mai 2009.
- Sa chanson Shine est diffusée dans la publicité de Special K
- Sa musique a été utilisée dans la série de MTV Laguna Beach : The Hills intitulé Second Chances.
- Sa chanson If Tonight Is My Last a été utilisée en tant que chanson éliminatoire dans  America's Best Dance Crew
- Une vidéo de sa prestation de sa chanson Mmm... a été dans Bones appelé The Parts in the Sum of the Whole comme victime Gemma Arrington
- Sa chanson Mmm... est utilisée dans la série Private Practice.

Laura fait ses débuts d'actrice dans Les Frères Scott, pendant la huitième saison (2010). Sa chanson Can't Be Love, qu'elle a créée spécifiquement pour la série, a fait ses débuts lors du sixième épisode le 20 octobre 2010.